# Élénie de Noronha
Elaenia ridleyana
Pour les articles homonymes, voir Élénie et Noronha.
Espèce
Statut de conservation UICN

 VU  : Vulnérable
L'Élénie de Noronha (Elaenia ridleyana), aussi appelée Élaène de Noronha, est une espèce de passereaux, de la famille des Tyrannidés.

## Distribution et habitat
Cet oiseau vit exclusivement sur l'archipel brésilien de Fernando de Noronha, situé dans l'océan Atlantique Sud,.